# Утілюючи мрії (Доктор Хаус)
«Утілюючи мрії» (англ. Living the Dream)  — чотирнадцята серія четвертого сезону американського телесеріалу «Доктор Хаус». Прем'єра епізоду проходила на каналі FOX 5 травня 2008. Доктор Хаус і його нова команда мають врятувати улюбленого актора Хауса.

## Сюжет
Хаус вирішує викрасти зірку свого улюбленого серіалу Евана Гріра, тому що йому здалося, що у чоловіка пухлина в мозку. Еван погоджується на один тест, проте він нічого не показує. Тому Хаус хоче зробити МРТ. Пацієнт відмовляється, але Хаус вводить йому препарат, через який той непритомніє. Команда робить МРТ, але і воно не дає позитивного результату. Невдовзі у Евана починається параліч ноги і він розуміє, що Хаус не помилявся.
Кемерон вважає, що при падінні чоловік міг пошкодити нерв і в результаті його нога оніміла. Катнер робить МЕГ, щоб перевірити цю версію, і розуміє, що оніміння ноги — це симптом. Хаус думає, що токсини могли стати винуватцями всього цього. Він особисто перевіряє знімальний майданчик, а команда робить тести на наявність важких металів. На знімальному майданчику Хаус дізнається, що Еван любить лускати насіння соняшника. Також він знає, що їх вживання у великій кількості може привести до імпотенції. Команда не знайшла отруєння важкими металами, тому передозування Б6 — найкраща версія. Але потрібні переконливі докази.
Евану дають подивиться еротичні журнали, що перевірити, чи він справді імпотент. Результати показали, що Хаус помилився, але після тесту у пацієнта трапляється тахікардія. Кемерон вважає, що у чоловіка хвороба Грейса. Часу на аналізи немає, тому Хаус наказує опромінити щитоподібну залозу. Команда знає, що це безвідповідально і наважується провести тест на Грейса. Він показує, що організм не виводить йод, а також у Евана починають відмовляти нирки.
Хвороба Грейса спростована і команда знову в пошуках. Перший варіант аутоімунне захворювання, проте у пацієнта різко підвищується температура і він починає вважати, що він доктор Брок Стерлінг (персонаж, якого грає Еван). Тепер команда замислюється над інфекцією, але Хаус наказує перевірити пацієнта на паразитів і грибок. Результати виявляються негативними, а Хаус розуміє, що у Евана алергія на хризантеми (він побачив їх коли оглядав знімальний майданчик). Неправильне лікування може вбити чоловіка, але виходу немає. Команда вирішує перевірити Евана на всі квіткові алергени і вони всі виявляються негативними. Проте лікування стероїдами допомогло. Хаус розуміє, що помилився і помічає, що симптоми з'явилися відтоді, коли герой Евана почав пити алкоголь (актор не п'є, тому йому наливали звичайну газовану воду). У пацієнта виявилась алергія на хінін. Стероїди, які мали врятувати чоловіка від сильної алергічної реакції від хризантем, насправді врятували його від бульбашок.

## Цікавинки
- Вілсон і Ембер купують новий матрац. Проте Ембер хоче, щоб Вілсон сам вибрав те, що йому подобається.